# Reinhold Hintermaier
Reinhold Hintermaier (Altheim, 14 febbraio 1956) è un ex calciatore austriaco, di ruolo attaccante. Attualmente ricopre l'incarico di osservatore per la squadra tedesca del Norimberga.

## Palmarès
- Campionato austriaco: 1

VOEST Linz: 1973-1974